# COVID-19 в Руанде
Подтверждено, что пандемия COVID-19 достигла Руанды в марте 2020 года.

## Предыстория
12 января 2020 года Всемирная организация здравоохранения (ВОЗ) подтвердила, что новый коронавирус стал причиной респираторного заболевания в группе людей в городе Ухань (провинция Хубэй, Китай), о котором ВОЗ узнала 31 декабря 2019 года.
Летальность от COVID-19 намного ниже, чем у SARS, пандемия которого произошла в 2003 году, однако заразность нового заболевания намного выше, что приводит к повышенной смертности.

## Хронология

### Март 2020
Первый случай COVID-19 в Руанде был подтверждён 14 марта 2020 года. Четыре других человека были протестированы после того, как первый случай дал положительный результат, в результате чего число случаев заболевания достигло пяти.
К 16 марта Руанда подтвердила ещё два случая в Кигали, в результате чего общее число случаев в стране достигло семи. В попытке остановить распространение коронавируса министерство здравоохранения Руанды 18 марта через Twitter объявило, что все международные коммерческие пассажирские рейсы будут приостановлены на 30 дней, начиная с 20 марта. Менее чем через день, 21 марта, чиновники объявили о двухнедельном закрытии. Как государственные, так и частные работники должны работать из дома под строгими мерами. Все границы также должны быть закрыты, груз и граждане Руанды освобождаются от ответственности с обязательным 14-дневным карантином.
28 марта министерство здравоохранения зарегистрировало шесть новых случаев COVID-19, в результате чего общее количество диагностированных с вирусом до 60.

### Апрель 2020
9 апреля были выявлены три новых случая коронавируса из 720 образцов, исследованных в предыдущие 24 часа. Это привело к общему количеству подтвержденных случаев до 113 человек (из которых семь выздоровели).

### Май 2020
31 мая в стране был подтверждён первый случай смерти.

### Июнь 2020
2 июня был зафиксирован второй случай летального исхода. К концу месяца общее количество официально выявленных заражённых в Руанде достигло отметки в 900 человек.

## Реакция правительства
В дополнение к мерам по блокировке, принятым в марте, национальная полиция Руанды 12 апреля объявила об использовании беспилотников для доставки сообщений местным общинам о том, как бороться с коронавирусом.